# Llista de topònims de la Nou de Berguedà
Montmajor
Llista de topònims (noms propis de lloc) del municipi de la Nou de Berguedà, al Berguedà
Informació actualitzada per un bot. Els canvis manuals es perdran quan s'actualitzi!

## abric rocós
| imatge | Nom                    | Ubicat a           | instància de | Detalls | coordenades                                                         | Protecció | Commons (més fotos) | Dades a WD                    |
| ------ | ---------------------- | ------------------ | ------------ | ------- | ------------------------------------------------------------------- | --------- | ------------------- | ----------------------------- |
|        | Balma de Crisp         | la Nou de Berguedà | abric rocós  |         | 42° 11′ 51″ N, 1° 55′ 12″ E / 42.1976320173°N,1.9199668321325°E     |           |                     | Modifica les dades a Wikidata |
|        | Balma de les Tutes     | la Nou de Berguedà | abric rocós  |         | 42° 11′ 57″ N, 1° 54′ 19″ E / 42.1992588410445°N,1.90536794578726°E |           |                     | Modifica les dades a Wikidata |
|        | Balma del Doctor Àngel | la Nou de Berguedà | abric rocós  |         | 42° 12′ 02″ N, 1° 54′ 34″ E / 42.2006481934683°N,1.90940169517451°E |           |                     | Modifica les dades a Wikidata |
|        | Balma dels Desertors   | la Nou de Berguedà | abric rocós  |         | 42° 12′ 29″ N, 1° 53′ 24″ E / 42.2080906664923°N,1.8900365580353°E  |           |                     | Modifica les dades a Wikidata |
|        | la Balma               | la Nou de Berguedà | abric rocós  |         | 42° 09′ 04″ N, 1° 53′ 48″ E / 42.1510730618755°N,1.89664926479092°E |           |                     | Modifica les dades a Wikidata |

## església
| imatge | Nom                         | Ubicat a           | instància de                 | Detalls                                           | coordenades | Protecció                                  | Commons (més fotos)            | Dades a WD                    |
| ------ | --------------------------- | ------------------ | ---------------------------- | ------------------------------------------------- | --- | ------------------------------------------ | ------------------------------ | ----------------------------- |
|        | Sant Martí de la Nou        | la Nou de Berguedà | església església parroquial | Estil: arquitectura romànica arquitectura barroca | 42° 09′ 58″ N, 1° 53′ 07″ E / 42.16614°N,1.885226°E ca:Pl. Església. La Nou de Berguedà (Berguedà)                   | bé integrant del patrimoni cultural català | Sant Martí de la Nou           | Modifica les dades a Wikidata |
|        | Sant Sadurní de Malanyeu    | la Nou de Berguedà | església església parroquial | Estil: arquitectura romànica arquitectura popular | 42° 11′ 46″ N, 1° 53′ 28″ E / 42.196019°N,1.89109°E ca:Ctra C-1411, km 58.2, pista de 4 km que surt del lloc del Far | bé integrant del patrimoni cultural català | Sant Sadurní de Malanyeu       | Modifica les dades a Wikidata |
|        | Santuari de Lurda de la Nou | la Nou de Berguedà | església                     | Estil: arquitectura eclèctica                     | 42° 09′ 47″ N, 1° 53′ 04″ E / 42.162977°N,1.884555°E ca:Sota mateix del poble                                        | bé integrant del patrimoni cultural català | Mare de Déu de Lurda de la Nou | Modifica les dades a Wikidata |

## masia
| imatge | Nom               | Ubicat a           | instància de     | Detalls                                  | coordenades | Protecció                                  | Commons (més fotos)              | Dades a WD                    |
| ------ | ----------------- | ------------------ | ---------------- | ---------------------------------------- | --- | ------------------------------------------ | -------------------------------- | ----------------------------- |
|        | Bellver           | la Nou de Berguedà | masia            |                                          | 42° 11′ 40″ N, 1° 53′ 29″ E / 42.1945584342543°N,1.89138765843943°E                                                                             |                                            |                                  | Modifica les dades a Wikidata |
|        | Cal Batlló        | la Nou de Berguedà | masia            | Estil: arquitectura popular              | 42° 09′ 53″ N, 1° 53′ 05″ E / 42.164759°N,1.884639°E ca:A l'entrada del poble. La Nou de Berguedà (Berguedà)                                    | bé integrant del patrimoni cultural català |                                  | Modifica les dades a Wikidata |
|        | Cal Bauna         | la Nou de Berguedà | masia            |                                          | 42° 09′ 12″ N, 1° 53′ 22″ E / 42.153254067319°N,1.88933712734722°E                                                                              |                                            |                                  | Modifica les dades a Wikidata |
|        | Cal Bruc          | la Nou de Berguedà | masia            |                                          | 42° 09′ 15″ N, 1° 53′ 23″ E / 42.1540329254273°N,1.88978344996779°E                                                                             |                                            |                                  | Modifica les dades a Wikidata |
|        | Cal Ferrer        | la Nou de Berguedà | masia            |                                          | 42° 11′ 55″ N, 1° 53′ 10″ E / 42.1986670813641°N,1.88599856059065°E                                                                             |                                            |                                  | Modifica les dades a Wikidata |
|        | Cal Frare         | la Nou de Berguedà | masia            | Estil: arquitectura popular              | 42° 11′ 49″ N, 1° 53′ 22″ E / 42.197074°N,1.8894°E                                                                                              | bé integrant del patrimoni cultural català |                                  | Modifica les dades a Wikidata |
|        | Cal Guitard       | la Nou de Berguedà | masia            |                                          | 42° 11′ 39″ N, 1° 52′ 40″ E / 42.1941752509988°N,1.87791438206994°E                                                                             |                                            |                                  | Modifica les dades a Wikidata |
|        | Cal Llomaroles    | la Nou de Berguedà | masia            |                                          | 42° 09′ 55″ N, 1° 53′ 06″ E / 42.165371691565°N,1.88513023362381°E                                                                              |                                            |                                  | Modifica les dades a Wikidata |
|        | Cal Patzí         | la Nou de Berguedà | masia            |                                          | 42° 10′ 01″ N, 1° 53′ 19″ E / 42.1670264813243°N,1.88859986887162°E 865 msnm                                                                    |                                            | Cal Patzí                        | Modifica les dades a Wikidata |
|        | Cal Pigot         | la Nou de Berguedà | masia            |                                          | 42° 11′ 32″ N, 1° 53′ 57″ E / 42.192159178942°N,1.8991877137784°E                                                                               |                                            |                                  | Modifica les dades a Wikidata |
|        | Cal Romà          | la Nou de Berguedà | masia            |                                          | 42° 11′ 42″ N, 1° 52′ 25″ E / 42.1951068055746°N,1.87371941287581°E                                                                             |                                            |                                  | Modifica les dades a Wikidata |
|        | Cal Sastre        | la Nou de Berguedà | masia            |                                          | 42° 09′ 58″ N, 1° 52′ 58″ E / 42.1661064197779°N,1.88288982260678°E                                                                             |                                            |                                  | Modifica les dades a Wikidata |
|        | Cal Tibat         | la Nou de Berguedà | masia            |                                          | 42° 11′ 12″ N, 1° 52′ 40″ E / 42.1867068532058°N,1.87768318146408°E                                                                             |                                            |                                  | Modifica les dades a Wikidata |
|        | Cal Vinyeta       | la Nou de Berguedà | masia            |                                          | 42° 11′ 57″ N, 1° 53′ 31″ E / 42.1990659176202°N,1.8918418065241°E                                                                              |                                            |                                  | Modifica les dades a Wikidata |
|        | Cal Xica          | la Nou de Berguedà | masia            |                                          | 42° 09′ 48″ N, 1° 53′ 07″ E / 42.1632123276173°N,1.88534973079104°E                                                                             |                                            |                                  | Modifica les dades a Wikidata |
|        | Can Bonet         | la Nou de Berguedà | masia            |                                          | 42° 11′ 42″ N, 1° 52′ 31″ E / 42.1949588628109°N,1.87516331237059°E                                                                             |                                            |                                  | Modifica les dades a Wikidata |
|        | Casadessús        | la Nou de Berguedà | masia            | Estil: gòtic tardà arquitectura popular  | 42° 08′ 53″ N, 1° 53′ 31″ E / 42.148033°N,1.891946°E ca:Pista forestal des de la ctra. C-149 Berga - Sant Quirze. La Nou de Berguedà (Berguedà) | bé integrant del patrimoni cultural català |                                  | Modifica les dades a Wikidata |
|        | Caselles          | la Nou de Berguedà | masia            |                                          | 42° 09′ 52″ N, 1° 53′ 28″ E / 42.1644034590598°N,1.89116377079614°E                                                                             |                                            |                                  | Modifica les dades a Wikidata |
|        | Coma-rodona       | la Nou de Berguedà | masia            | Estil: arquitectura popular 18th century | 42° 11′ 28″ N, 1° 52′ 41″ E / 42.191146°N,1.878095°E ca:Pista de Malanyeu a Comarrodona. La Nou de Berguedà (Berguedà)                          | bé integrant del patrimoni cultural català |                                  | Modifica les dades a Wikidata |
|        | Cornalaire        | la Nou de Berguedà | masia            |                                          | 42° 12′ 03″ N, 1° 53′ 11″ E / 42.2006975957956°N,1.88642317026804°E                                                                             |                                            |                                  | Modifica les dades a Wikidata |
|        | Cuirols           | la Nou de Berguedà | masia            |                                          | 42° 10′ 37″ N, 1° 53′ 34″ E / 42.1768918216636°N,1.8926891730323°E                                                                              |                                            |                                  | Modifica les dades a Wikidata |
|        | Espades           | la Nou de Berguedà | masia            |                                          | 42° 10′ 47″ N, 1° 54′ 33″ E / 42.179645223034°N,1.9090916246197°E                                                                               |                                            |                                  | Modifica les dades a Wikidata |
|        | Fontanelles       | la Nou de Berguedà | masia            |                                          | 42° 09′ 56″ N, 1° 52′ 49″ E / 42.1656931379969°N,1.88022167942627°E                                                                             |                                            |                                  | Modifica les dades a Wikidata |
|        | Marginet          | la Nou de Berguedà | masia            |                                          | 42° 09′ 15″ N, 1° 53′ 32″ E / 42.1542551283979°N,1.89227294318438°E                                                                             |                                            |                                  | Modifica les dades a Wikidata |
|        | Picamill          | la Nou de Berguedà | masia            |                                          | 42° 09′ 24″ N, 1° 54′ 20″ E / 42.1567501121161°N,1.90543516608807°E                                                                             |                                            |                                  | Modifica les dades a Wikidata |
|        | Pujals            | la Nou de Berguedà | masia            |                                          | 42° 10′ 43″ N, 1° 53′ 27″ E / 42.178570620213°N,1.8909476481852°E                                                                               |                                            |                                  | Modifica les dades a Wikidata |
|        | Terradelles       | la Nou de Berguedà | masia            | Estil: arquitectura popular              | 42° 08′ 50″ N, 1° 53′ 13″ E / 42.147318°N,1.886978°E ca:Pista forestal de la Nou a Vilada                                                       | bé integrant del patrimoni cultural català |                                  | Modifica les dades a Wikidata |
|        | Vinyoles          | la Nou de Berguedà | masia            |                                          | 42° 09′ 26″ N, 1° 52′ 50″ E / 42.1570874884715°N,1.88066392658458°E                                                                             |                                            |                                  | Modifica les dades a Wikidata |
|        | el Cerc           | la Nou de Berguedà | masia            |                                          | 42° 10′ 02″ N, 1° 52′ 48″ E / 42.16712216452°N,1.87991803180819°E                                                                               |                                            |                                  | Modifica les dades a Wikidata |
|        | el Far            | la Nou de Berguedà | masia casa forta | Estat: enderrocat o destruït             | 42° 11′ 38″ N, 1° 52′ 11″ E / 42.193775°N,1.869728°E 682 msnm                                                                                   |                                            | El Far (la Nou de Berguedà)      | Modifica les dades a Wikidata |
|        | el Llomar         | Malanyeu           | masia            | Estil: arquitectura popular 17th century | 42° 12′ 00″ N, 1° 53′ 52″ E / 42.199866°N,1.897818°E ca:Pista de Malanyeu a Llomar, a 1 km 1067 msnm                                            | bé integrant del patrimoni cultural català | El Llomar                        | Modifica les dades a Wikidata |
|        | el Pla            | la Nou de Berguedà | masia            | Estil: arquitectura popular              | 42° 09′ 30″ N, 1° 53′ 12″ E / 42.158339°N,1.886712°E ca:Pista forestal de la Nou a Vilada. La Nou de Berguedà (Berguedà)                        | bé integrant del patrimoni cultural català |                                  | Modifica les dades a Wikidata |
|        | el Puig           | la Nou de Berguedà | masia            |                                          | 42° 10′ 10″ N, 1° 52′ 44″ E / 42.169462807513°N,1.87889609428808°E                                                                              |                                            |                                  | Modifica les dades a Wikidata |
|        | els Plans         | la Nou de Berguedà | masia            |                                          | 42° 11′ 16″ N, 1° 53′ 12″ E / 42.1879113345742°N,1.88668396500128°E                                                                             |                                            |                                  | Modifica les dades a Wikidata |
|        | els Xalets        | la Nou de Berguedà | masia            |                                          | 42° 11′ 52″ N, 1° 53′ 18″ E / 42.1978533803851°N,1.88845949632258°E                                                                             |                                            |                                  | Modifica les dades a Wikidata |
|        | l'Anglada         | Malanyeu           | masia            | Estil: arquitectura popular              | 42° 11′ 41″ N, 1° 53′ 11″ E / 42.194769°N,1.886522°E ca:A l'entrada de Malanyeu 991 msnm                                                        | bé integrant del patrimoni cultural català | L'Anglada (la Nou de Berguedà)   | Modifica les dades a Wikidata |
|        | l'Ínsula          | la Nou de Berguedà | masia            | Estil: arquitectura popular 17th century | 42° 10′ 09″ N, 1° 53′ 22″ E / 42.169119°N,1.889453°E                                                                                            | bé integrant del patrimoni cultural català |                                  | Modifica les dades a Wikidata |
|        | la Batllia        | Malanyeu           | masia            | Estil: arquitectura popular              | 42° 11′ 46″ N, 1° 53′ 27″ E / 42.196057°N,1.890835°E ca:Davant mateix de l'església de Sant Sadurní de Malanyeu 1006 msnm                       | bé integrant del patrimoni cultural català | La Batllia (la Nou de Berguedà)  | Modifica les dades a Wikidata |
|        | la Canal          | la Nou de Berguedà | masia            | Estil: arquitectura popular              | 42° 09′ 41″ N, 1° 53′ 04″ E / 42.161519°N,1.884466°E                                                                                            | bé integrant del patrimoni cultural català |                                  | Modifica les dades a Wikidata |
|        | la Casanova       | la Nou de Berguedà | masia            |                                          | 42° 11′ 55″ N, 1° 53′ 35″ E / 42.1986622275352°N,1.8929389629407°E                                                                              |                                            |                                  | Modifica les dades a Wikidata |
|        | la Caseta         | la Nou de Berguedà | masia            |                                          | 42° 11′ 48″ N, 1° 53′ 07″ E / 42.1968038876977°N,1.8851834561213°E                                                                              |                                            |                                  | Modifica les dades a Wikidata |
|        | la Solana de Baix | la Nou de Berguedà | masia            |                                          | 42° 12′ 06″ N, 1° 53′ 09″ E / 42.2015646954139°N,1.88575385177934°E                                                                             |                                            |                                  | Modifica les dades a Wikidata |
|        | la Solana de Dalt | la Nou de Berguedà | masia            |                                          | 42° 12′ 08″ N, 1° 53′ 20″ E / 42.2023601666986°N,1.88884078922263°E                                                                             |                                            |                                  | Modifica les dades a Wikidata |
|        | la Solaneta       | Malanyeu           | masia            | Estil: arquitectura popular 17th century | 42° 12′ 10″ N, 1° 53′ 46″ E / 42.202736°N,1.896103°E ca:Camí de Malanyeu al Llomar i la Solaneta 1130 msnm                                      | bé integrant del patrimoni cultural català | La Solaneta (la Nou de Berguedà) | Modifica les dades a Wikidata |
|        | la Tor            | la Nou de Berguedà | masia            |                                          | 42° 11′ 00″ N, 1° 54′ 19″ E / 42.183212484466°N,1.9053975381602°E                                                                               |                                            |                                  | Modifica les dades a Wikidata |
|        | les Espinedes     | la Nou de Berguedà | masia            |                                          | 42° 11′ 55″ N, 1° 54′ 32″ E / 42.198554984132°N,1.9087663926003°E                                                                               |                                            |                                  | Modifica les dades a Wikidata |
|        | les Planes        | la Nou de Berguedà | masia            |                                          | 42° 11′ 03″ N, 1° 52′ 45″ E / 42.1840375561895°N,1.87917142244953°E                                                                             |                                            |                                  | Modifica les dades a Wikidata |

## molí d'aigua
| imatge | Nom                  | Ubicat a           | instància de | Detalls                                         | coordenades | Protecció                                  | Commons (més fotos) | Dades a WD                    |
| ------ | -------------------- | ------------------ | ------------ | ----------------------------------------------- | --- | ------------------------------------------ | ------------------- | ----------------------------- |
|        | Molí de Baix         | la Nou de Berguedà | molí d'aigua |                                                 | 42° 11′ 55″ N, 1° 53′ 24″ E / 42.1987417261498°N,1.88998218316417°E                                                                              |                                            |                     | Modifica les dades a Wikidata |
|        | Molí de Dalt         | la Nou de Berguedà | molí d'aigua | Estil: arquitectura popular 17th century        | 42° 11′ 48″ N, 1° 53′ 40″ E / 42.19657°N,1.894544°E ca:Camí de Malanyeu a la masia Llomar                                                        | bé integrant del patrimoni cultural català |                     | Modifica les dades a Wikidata |
|        | Molí de l'Avellanosa | la Nou de Berguedà | molí d'aigua | Estil: arquitectura gòtica arquitectura popular | 42° 09′ 46″ N, 1° 52′ 59″ E / 42.16281°N,1.883117°E ca:Darrere el Santuari de Lurda, al peu del torrent de la Nou. La Nou de Berguedà (Berguedà) | bé integrant del patrimoni cultural català |                     | Modifica les dades a Wikidata |
|        | Molí de la Nou       | la Nou de Berguedà | molí d'aigua | Estil: arquitectura popular                     | 42° 09′ 43″ N, 1° 52′ 52″ E / 42.162066°N,1.880973°E ca:Per la carretera de la Nou, trencall a mà dreta. La Nou de Berguedà (Berguedà)           | bé integrant del patrimoni cultural català |                     | Modifica les dades a Wikidata |

## muntanya
| imatge | Nom                 | Ubicat a                                                          | instància de | Detalls | coordenades                                                             | Protecció | Commons (més fotos) | Dades a WD                    |
| ------ | ------------------- | ----------------------------------------------------------------- | ------------ | ------- | ----------------------------------------------------------------------- | --------- | ------------------- | ----------------------------- |
|        | Cingle de la Rota   | Sant Julià de Cerdanyola la Nou de Berguedà Guardiola de Berguedà | muntanya     |         | 42° 12′ 35″ N, 1° 53′ 13″ E / 42.209722222222°N,1.8869444444444°E       |           |                     | Modifica les dades a Wikidata |
|        | Roca de Lliri       | la Nou de Berguedà                                                | muntanya     |         | 42° 12′ 09″ N, 1° 54′ 34″ E / 42.20238889°N,1.90936111°E 1233 msnm      |           |                     | Modifica les dades a Wikidata |
|        | Serrat de Picamill  | la Nou de Berguedà                                                | muntanya     |         | 42° 09′ 29″ N, 1° 54′ 12″ E / 42.15799722°N,1.90326944°E 1415 msnm      |           |                     | Modifica les dades a Wikidata |
|        | Sobrepuny           | Vilada la Nou de Berguedà Castell de l'Areny                      | muntanya     |         | 42° 10′ 04″ N, 1° 54′ 39″ E / 42.1677248606°N,1.91070593443°E 1653 msnm |           | Sobrepuny           | Modifica les dades a Wikidata |
|        | el Capcir           | la Nou de Berguedà                                                | muntanya     |         | 42° 08′ 29″ N, 1° 52′ 56″ E / 42.1414°N,1.88222°E 945 msnm              |           |                     | Modifica les dades a Wikidata |
|        | el Graell de Pujals | la Nou de Berguedà                                                | muntanya     |         | 42° 11′ 02″ N, 1° 53′ 47″ E / 42.1838°N,1.8965°E 1445 msnm              |           |                     | Modifica les dades a Wikidata |
|        | el Reu              | la Nou de Berguedà                                                | muntanya     |         | 42° 10′ 34″ N, 1° 52′ 32″ E / 42.176°N,1.87569°E 1258 msnm              |           |                     | Modifica les dades a Wikidata |
|        | la Creueta          | la Nou de Berguedà                                                | muntanya     |         | 42° 12′ 28″ N, 1° 53′ 30″ E / 42.2077°N,1.89164°E 1394 msnm             |           |                     | Modifica les dades a Wikidata |

## serra
| imatge | Nom                 | Ubicat a | instància de                                        | Detalls                                   | coordenades                                                        | Protecció | Commons (més fotos) | Dades a WD                    |
| ------ | ------------------- | --- | --------------------------------------------------- | ----------------------------------------- | ------------------------------------------------------------------ | --------- | ------------------- | ----------------------------- |
|        | les Oliveres        | la Nou de Berguedà | serra                                               |                                           | 42° 09′ 28″ N, 1° 52′ 26″ E / 42.1579°N,1.87397°E                  |           |                     | Modifica les dades a Wikidata |
|        | serra del Catllaràs | Guardiola de Berguedà Sant Julià de Cerdanyola la Pobla de Lillet Sant Jaume de Frontanyà Castell de l'Areny Vilada la Nou de Berguedà les Llosses | serra àrea protegida Pla d'Espais d'Interès Natural | 1992 Llarg: 13km Superfície: 6154.53213ha | 42° 12′ 33″ N, 1° 57′ 12″ E / 42.20904444°N,1.95336389°E 1779 msnm |           | Serra del Catllaràs | Modifica les dades a Wikidata |

## Misc
| imatge | Nom                                     | Ubicat a                                                                          | instància de                                   | Detalls                                                   | coordenades                                                                                                 | Protecció                                  | Commons (més fotos)             | Dades a WD                    |
| ------ | --------------------------------------- | --------------------------------------------------------------------------------- | ---------------------------------------------- | --------------------------------------------------------- | --- | ------------------------------------------ | ------------------------------- | ----------------------------- |
|        | BV-4023                                 | la Nou de Berguedà                                                                | carretera                                      |                                                           | 42° 08′ 50″ N, 1° 53′ 23″ E / 42.147122222222°N,1.8896194444444°E                                           |                                            |                                 | Modifica les dades a Wikidata |
|        | Llobregat                               | Catalunya província de Barcelona Catalunya Central Àmbit Metropolità de Barcelona | riu                                            | Desemboca: mar Mediterrània Llarg: 175km Conca: 4948.3km² | 42° 16′ 57″ N, 2° 00′ 46″ E / 42.282412°N,2.012826°E 41° 18′ 08″ N, 2° 07′ 55″ E / 41.302248°N,2.131948°E   |                                            | Llobregat                       | Modifica les dades a Wikidata |
|        | Malanyeu                                | la Nou de Berguedà                                                                | nucli de població                              |                                                           | 42° 11′ 46″ N, 1° 53′ 28″ E / 42.196052°N,1.891056°E 1006 msnm                                              |                                            | Malanyeu                        | Modifica les dades a Wikidata |
|        | Mina del Far                            | la Nou de Berguedà                                                                | mina                                           | 1908                                                      | 42° 11′ 40″ N, 1° 52′ 27″ E / 42.194555555556°N,1.8740833333333°E la Nou de Berguedà                        |                                            | Mina del far                    | Modifica les dades a Wikidata |
|        | Sant Ignasi                             | la Nou de Berguedà                                                                | edifici històric capella                       |                                                           | 42° 08′ 53″ N, 1° 53′ 30″ E / 42.1481892101349°N,1.89178568837405°E                                         |                                            |                                 | Modifica les dades a Wikidata |
|        | Santa Cova                              | la Nou de Berguedà                                                                | cova                                           | Estil: arquitectura eclèctica 1880                        | 42° 09′ 45″ N, 1° 53′ 04″ E / 42.162637°N,1.88457°E ca:Sota mateix del poble. La Nou de Berguedà (Berguedà) | bé integrant del patrimoni cultural català | Santa Cova (la Nou de Berguedà) | Modifica les dades a Wikidata |
|        | Sobrepuig                               | la Nou de Berguedà                                                                | vèrtex geodèsic                                | Alt: 1.2m                                                 | 42° 10′ 04″ N, 1° 54′ 39″ E / 42.167716°N,1.910701°E 1655.678 msnm                                          |                                            |                                 | Modifica les dades a Wikidata |
|        | casa consistorial de la Nou de Berguedà | la Nou de Berguedà                                                                | casa consistorial                              |                                                           | 42° 10′ 01″ N, 1° 53′ 06″ E / 42.1668591°N,1.8851011°E                                                      |                                            |                                 | Modifica les dades a Wikidata |
|        | creu de Sant Isidre                     | la Nou de Berguedà                                                                | creu monumental                                |                                                           | 42° 10′ 42″ N, 1° 52′ 45″ E / 42.1784002868506°N,1.87923466456309°E                                         |                                            |                                 | Modifica les dades a Wikidata |
|        | la Nou de Berguedà                      | la Nou de Berguedà                                                                | entitat singular de població capital municipal | 163 hab                                                   | 42° 09′ 57″ N, 1° 52′ 59″ E / 42.16594461°N,1.88296713°E 862 msnm                                           |                                            |                                 | Modifica les dades a Wikidata |